# Кизлар (Молдова)
Кизлар (рум. Cîzlar) — село в Леовському районі Молдови. Входить до складу комуни, адміністративним центром якої є село Князівка.
У селі проживають молдовани та українці. Згідно з даними перепису населення 2004 року українців — 86 осіб (47 %), молдован — 94 (51 %).